# Krajkovac
Krajkovac (cyr. Крајковац) – wieś w Serbii, w okręgu niszawskim, w gminie Merošina. W 2011 roku liczyła 509 mieszkańców.